# Tres Bajás

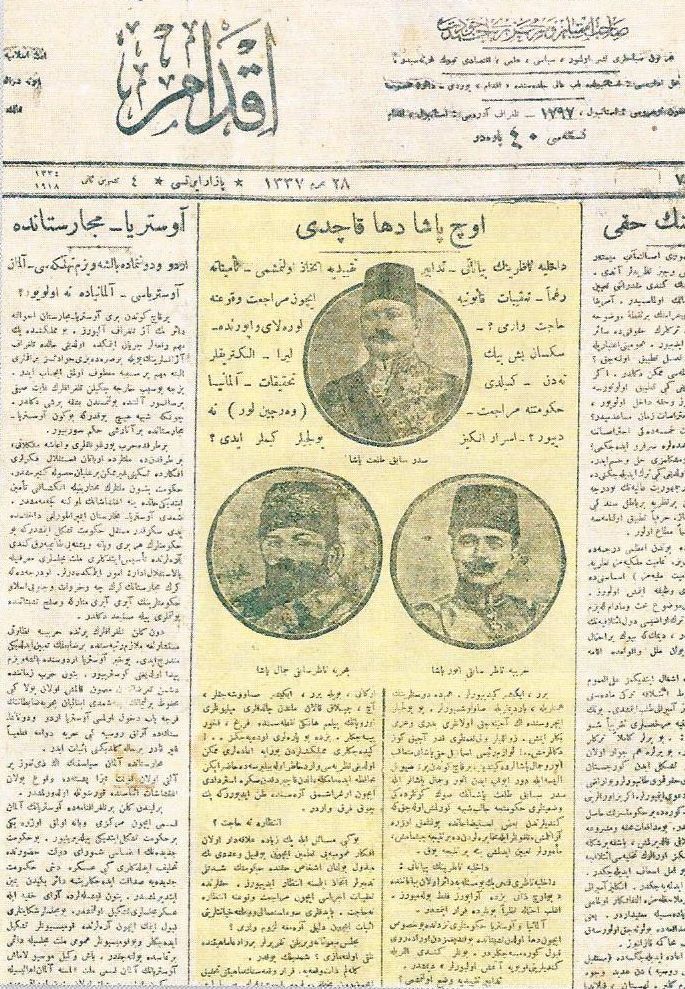
La portada del periódico otomano İkdam el 4 de noviembre de 1918 después de que los Tres Bajás huyeron del país después de la Primera Guerra Mundial. Mostrando de izquierda a derecha Djemal Bajá; Talaat Bajá; Enver Bajá.

Los Tres Bajás (en turco otomano: اوچ پاشلار‎) se refieren al triunvirato de altos funcionarios que efectivamente gobernaron el Imperio Otomano durante la Primera Guerra Mundial: Talat Bajá (1874-1921), el Gran Visir (primer ministro) y el ministro de El interior; Enver Bajá (1881–1922), el ministro de Guerra; y Cemal Bajá (1872–1922), el ministro de la Marina.
Los Tres Bajás fueron en gran parte responsables de la entrada del Imperio en la Primera Guerra Mundial en 1914 y también en gran parte responsables de la muerte de más de un millón de armenios en el genocidio armenio. Los tres se encontraron con muertes violentas después de la guerra: Talaat y Djemal fueron asesinados, mientras que Enver murió liderando la revuelta de los Basmachi cerca de Dusambé, en la actualidad Tayikistán.
Sin embargo, después de su muerte, los restos de Talaat y Enver han sido enterrados de nuevo en el Monumento a la Libertad en Estambul y muchas de las calles de Turquía han sido renombradas polémicamente en su honor.

## Legado
Los estudiosos occidentales sostienen que después del golpe de Estado otomano de 1913, estos tres hombres se convirtieron en los gobernantes de facto del Imperio Otomano hasta su disolución después de la Primera Guerra Mundial. Eran miembros del Comité de Unión y Progreso, una organización progresiva que eventualmente llegaron a controlar y transformar en un partido político principalmente turcomano.
Los Tres Bajás fueron los principales jugadores de la Alianza Otomana-Alemana y la entrada del Imperio Otomano en la Primera Guerra Mundial del lado de las Potencias Centrales. Uno de los tres, Ahmed Djemal, se opuso a una alianza con Alemania, y la diplomacia francesa y rusa intentó mantener al Imperio Otomano fuera de la guerra; pero Alemania estaba agitando por un compromiso. Finalmente, el 29 de octubre, se alcanzó el punto de no retorno cuando el almirante Wilhelm Souchon llevó SMS Goeben, SMS Breslau y un escuadrón de buques de guerra otomanos al Mar Negro (ver persecución de Goeben y Breslau) y asaltó los puertos rusos de Odessa, Sebastopol y Theodosia. Se afirmó que Ahmed Djemal acordó a principios de octubre de 1914 autorizar al almirante Souchon a lanzar un ataque preventivo.
Ismail Enver solo había tomado el control de cualquier actividad militar (Batalla de Sarıkamış) y había dejado al Tercer Ejército en ruinas. La primera ofensiva de Suez y la revuelta árabe son los fracasos más significativos de Ahmed Djemal.

### Participación en el genocidio armenio
Como gobernantes de facto, los Tres Bajás han sido considerados los autores intelectuales del Genocidio Armenio. Después de la guerra, los tres fueron llevados a juicio (en su ausencia) y condenados a muerte, aunque las sentencias no se cumplieron. Talaat y Djemal fueron asesinados en el exilio en 1921 y 1922 por armenios; Enver también fue asesinado por un armenio en Tayikistán en 1922 mientras intentaba levantar una insurrección musulmana antirrusa.

### Reputación en la República de Turquía
Después de la Primera Guerra Mundial y la consiguiente Guerra de Independencia turca, gran parte de la población de la recién establecida República de Turquía y su fundador Mustafa Kemal Atatürk criticaron ampliamente a los Tres Bajás por haber causado la entrada del Imperio Otomano en la Primera Guerra Mundial, y el posterior colapso del estado. Ya en 1912, Atatürk (entonces solo Mustafa Kemal) había cortado sus lazos con el Comité de Unión y Progreso de los Tres Bajás, insatisfecho con la dirección que habían tomado el partido, además de desarrollar una rivalidad con Enver Bajá. Aunque Enver Bajá más tarde intentó unirse a la Guerra de Independencia de Turquía, el gobierno de Ankara bajo Atatürk bloqueó su regreso a Turquía y sus esfuerzos por unirse a la guerra.